# Dvanajstkotnik
Dvanajstkotnik (s tujko tudi dodekagon) je mnogokotnik z dvanajstimi stranicami, dvanajstimi oglišči in dvanajstimi notranjimi koti. Spada med pravilne mnogokotnike.

## Pravilni dvanajstkotnik
Običajno pod izrazom dvanajstkotnik mislimo pravilni dvanajstkotnik. Ta ima enake stranice in kote, enake 150º. Njegov Schläflijev simbol je {12}. Coxeter-Dinkinov diagram je . Simetrijska grupa je diedrska. 
Ploščina pravilnega dvanajstkotnika z dolžino stranice a je:
{\displaystyle p=3\operatorname {ctg} \,\left({\frac {\pi }{12}}\right)a^{2}=3\left(2+{\sqrt {3}}\right)a^{2}\simeq 11,19615242\,a^{2}\!\,.}
Če je polmer očrtane krožnice enak R 
je ploščina enaka:
{\displaystyle p=6\sin \left({\frac {\pi }{6}}\right)R^{2}=3R^{2}\!\,.}
Kadar je polmer včrtane krožnice enak r, je ploščina enaka:
{\displaystyle p=12\operatorname {tg} \,\left({\frac {\pi }{12}}\right)r^{2}=12\left(2-{\sqrt {3}}\right)r^{2}\simeq 3,2153903\,r^{2}\!\,.}

## Konstrukcija
Pravilni dvanajstkotnik lahko narišemo z ravnilom in šestilom. Spodaj je prikazan način risanja pravilnega dvanajstkotnika.

## Uporaba
Prikazani so trije primeri  periodičnega ravninskega tlakovanja z uporabo dvanajstkotnikov.
| Polpravilno tlakovanje 3.12.12 | Polpravilno tlakovanje: 4.6.12 | A demiregularno tlakovanje: 3.3.4.12 & 3.3.3.3.3.3 |

## Petriejevi mnogokotniki
Pravilni dvanajstkotnik je Petriejev mnogokotnik za politope z višjo razsežnostjo, ki jih gledamo v ortogonalni projekciji v Coxeterjevih ravninah.
| A11 | 11-simpleks  | Dopolnjeni 11-simpleks | Dvojno dopolnjeni 11-simpleks | Trikratno dopolnjeni 11-simpleks | Štirikratno dopolnjeni 11-simpleks | Petkratno dolpolnjeni 11-simpleks |
| BC6 | 6-orthopleks | Dopolnjeni 6-ortopleks | Dvojno dopolnjeni 6-ortopleks | Dvojno dopolnjena 6-kocka        | Dopolnjena 6-kocka                 | 6-kocka                           |
| D7  | t5(141)      | t4(141)                | t3(141)                       | t2(141)                          | t1(141)                            | t0(141)                           |
| E6  | t0(221)      | t1(221)                | t1(122)                       | t0(122)                          |                                    |                                   |
| F4  | 24-celica    | Dopolnjena 24-celica   | Ostra 24-celica               |                                  |                                    |                                   |